# Perú en la clasificación de Conmebol para la Copa Mundial de Fútbol de 2014
La Selección de fútbol del Perú fue uno de los nueve equipos nacionales que participaron en la clasificación de Conmebol para la Copa Mundial de Fútbol de 2014, en la que se definieron los representantes de Conmebol para la Copa Mundial de Fútbol de 2014 que se desarrolló en Brasil.

## Sistema de juego
La etapa preliminar —también denominada eliminatorias— se jugó en América del Sur desde el 7 de octubre de 2011 hasta el 15 de octubre de 2013. El torneo definió 4,5 equipos que representaron a la Confederación Sudamericana de Fútbol en la Copa Mundial de Fútbol. A estos cupos se le adicionó la participación de Brasil, que asistió en su condición de país anfitrión del Mundial.

## Historia

### 2011
En el 2011, el Perú ganó a Paraguay en Lima con doblete de Paolo Guerrero (2-0). En Santiago cayeron ante Chile (4-2), en la 3.ª fecha descansaron. En Quito, Ecuador ganó a los incaicos en el segundo tiempo (2-0).

### 2012
En ese año, En Lima Perú cayó de local ante Colombia con un único gol de James Rodríguez (0-1), En Montevideo cayeron ante Uruguay que también competía por el repechaje. Cabe destacar que Diego Penny atajó un penal a Diego Forlán, En Lima, Perú, volvió a la victoria al remontar a Venezuela con doblete de Jefferson Farfán (2-1), empatando en Lima ante Argentina, En aquel partido Claudio Pizarro falló un penal que pudo una histórica victoria peruana ante los argentinos (1-1), En la 9.ª fecha en la altura de la Paz empató ante los bolivianos (1-1) en ese partido seleccionado incaico iba ganando 1-0 con un recordado golazo de Juan Carlos Mariño

### Segunda vuelta
En Asunción cayó 1-0 ante Paraguay.

### 2013
Ya en ese Año ganó ante Chile con gol de Jefferson Farfán a los 86 Minutos (1-0) en la 12 Fecha descansaron. Una victoria ante Ecuador también en Lima con gol de chalaca de Claudio Pizarro a los 14 minutos (1-0) pero esa sería la última victoria en el resto de las eliminatorias, En Barranquilla perdió (2-0) Ante Colombia, En Lima cayó (1-2) ante Uruguay con doblete de Luis Suárez a los 42' de jugada y a los 66', y gol de descuento de Jefferson Farfán Perú a los 83'. En la antepenúltima fecha cayó (3-2) ante Venezuela siendo la eliminación peruana del Mundial, Jugando por el honor en Buenos Aires cayó ante Argentina que los Peruanos iban ganando 0-1 con gol de Claudio Pizarro (3-1). Ya en la última fecha en Lima, sin público, empató ante Bolivia (1-1) estando en el 7.º. lugar de la tabla con 15 puntos solo superando a Bolivia y Paraguay producto de 4 victorias 3 empates y 9 derrotas.

## Tabla de posiciones final
| Pos. | Selección | Pts | PJ | PG | PE | PP | GF | GC | Dif. |
| ---- | --------- | --- | -- | -- | -- | -- | -- | -- | ---- |
| 1.   | Argentina | 32  | 16 | 9  | 5  | 2  | 35 | 15 | 20   |
| 2.   | Colombia  | 30  | 16 | 9  | 3  | 4  | 27 | 13 | 14   |
| 3.   | Chile     | 28  | 16 | 9  | 1  | 6  | 29 | 25 | 4    |
| 4.   | Ecuador   | 25  | 16 | 7  | 4  | 5  | 20 | 16 | 4    |
| 5.   | Uruguay   | 25  | 16 | 7  | 4  | 5  | 25 | 25 | 0    |
| 6.   | Venezuela | 20  | 16 | 5  | 5  | 6  | 14 | 20 | -6   |
| 7.   | Perú      | 15  | 16 | 4  | 3  | 9  | 17 | 26 | -9   |
| 8.   | Bolivia   | 12  | 16 | 2  | 6  | 8  | 17 | 30 | -13  |
| 9.   | Paraguay  | 12  | 16 | 3  | 3  | 10 | 17 | 31 | -14  |

| L\V                  | Bandera de Argentina | Bandera de Bolivia | Bandera de Chile | Bandera de Colombia | Bandera de Ecuador | Bandera de Paraguay | Bandera de Perú | Bandera de Uruguay | Bandera de Venezuela |
| Bandera de Argentina |                      | 1:1                | 4:1              | 0:0                 | 4:0                | 3:1                 | 3:1             | 3:0                | 3:0                  |
| Bandera de Bolivia   | 1:1                  |                    | 0:2              | 1:2                 | 1:1                | 3:1                 | 1:1             | 4:1                | 1:1                  |
| Bandera de Chile     | 1:2                  | 3:1                |                  | 1:3                 | 2:1                | 2:0                 | 4:2             | 2:0                | 3:0                  |
| Bandera de Colombia  | 1:2                  | 5:0                | 3:3              |                     | 1:0                | 2:0                 | 2:0             | 4:0                | 1:1                  |
| Bandera de Ecuador   | 1:1                  | 1:0                | 3:1              | 1:0                 |                    | 4:1                 | 2:0             | 1:0                | 2:0                  |
| Bandera de Paraguay  | 2:5                  | 4:0                | 1:2              | 1:2                 | 2:1                |                     | 1:0             | 1:1                | 0:2                  |
| Bandera de Perú      | 1:1                  | 1:1                | 1:0              | 0:1                 | 1:0                | 2:0                 |                 | 1:2                | 2:1                  |
| Bandera de Uruguay   | 3:2                  | 4:2                | 4:0              | 2:0                 | 1:1                | 1:1                 | 4:2             |                    | 1:1                  |
| Bandera de Venezuela | 1:0                  | 1:0                | 0:2              | 1:0                 | 1:1                | 1:1                 | 3:2             | 0:1                |                      |

|  | Clasificado a la Copa Mundial de Fútbol de 2014.                                  |
|  | Clasificado a la Copa Mundial de Fútbol de 2014 mediante la Repesca AFC/Conmebol. |

### Evolución de posiciones
| País/Fecha   | 1                   | 2                  | 3               | 4                  | 5                   | 6                    | 7                | 8                  | 9                    | 10                  | 11                 | 12              | 13                 | 14                  | 15                   | 16               | 17                 | 18                   |
| ------------ | ------------------- | ------------------ | --------------- | ------------------ | ------------------- | -------------------- | ---------------- | ------------------ | -------------------- | ------------------- | ------------------ | --------------- | ------------------ | ------------------- | -------------------- | ---------------- | ------------------ | -------------------- |
| Argentina    | 1                   | 2                  | 2               | 2                  | 1                   | 3                    | 1                | 1                  | 1                    | 1                   | 1                  | 1               | 1                  | 1                   | 1                    | 1                | 1                  | 1                    |
| Colombia     | 5                   | 4                  | 3               | 6                  | 5                   | 6                    | 5                | 2                  | 2                    | 3                   | 2                  | 3               | 2                  | 2                   | 2                    | 2                | 2                  | 2                    |
| Chile        | 9                   | 6                  | 8               | 5                  | 2                   | 1                    | 2                | 5                  | 5                    | 6                   | 6                  | 4               | 4                  | 4                   | 3                    | 3                | 4                  | 3                    |
| Ecuador      | 4                   | 3                  | 6               | 4                  | 6                   | 4                    | 3                | 3                  | 3                    | 2                   | 3                  | 2               | 3                  | 3                   | 4                    | 4                | 3                  | 4                    |
| Uruguay      | 2                   | 1                  | 1               | 1                  | 3                   | 2                    | 4                | 4                  | 4                    | 5                   | 4                  | 6               | 7                  | 5                   | 5                    | 5                | 5                  | 5                    |
| Venezuela    | 7                   | 7                  | 5               | 3                  | 4                   | 5                    | 6                | 6                  | 6                    | 4                   | 5                  | 5               | 5                  | 6                   | 6                    | 6                | 6                  | 6                    |
| Perú         | 3                   | 5                  | 7               | 8                  | 8                   | 9                    | 7                | 7                  | 7                    | 8                   | 7                  | 7               | 6                  | 7                   | 7                    | 7                | 7                  | 7                    |
| Bolivia      | 6                   | 9                  | 9               | 9                  | 9                   | 7                    | 8                | 8                  | 8                    | 7                   | 8                  | 8               | 8                  | 8                   | 9                    | 8                | 9                  | 8                    |
| Paraguay     | 8                   | 8                  | 4               | 7                  | 7                   | 8                    | 9                | 9                  | 9                    | 9                   | 9                  | 9               | 9                  | 9                   | 8                    | 9                | 8                  | 9                    |
| Equipo libre | Bandera de Colombia | Bandera de Ecuador | Bandera de Perú | Bandera de Uruguay | Bandera de Paraguay | Bandera de Argentina | Bandera de Chile | Bandera de Bolivia | Bandera de Venezuela | Bandera de Colombia | Bandera de Ecuador | Bandera de Perú | Bandera de Uruguay | Bandera de Paraguay | Bandera de Argentina | Bandera de Chile | Bandera de Bolivia | Bandera de Venezuela |

## Partidos

### Primera vuelta
| 7 de octubre de 2011, 20:15 (UTC-5) | Perú                   | 2:0 (0:0) | Paraguay | Estadio Nacional del Perú, Lima                            |                                                            |
|                                     | 47' 73' Paolo Guerrero | Reporte   |          | Asistencia: 39 600 espectadores Árbitro(s): Sergio Pezzota | Asistencia: 39 600 espectadores Árbitro(s): Sergio Pezzota |

| 11 de octubre de 2011, 19:45 (UTC−3) | Chile                                                | 4:2 (2:0) | Perú                     | Estadio Monumental, Santiago                            |                                                         |
|                                      | Ponce 1' · Vargas 17' · Medel 47' · Suazo 63' (pen.) | Reporte   | Pizarro 49' · Farfán 59' | Asistencia: 39 000 espectadores Árbitro(s): Raúl Orosco | Asistencia: 39 000 espectadores Árbitro(s): Raúl Orosco |

| 15 de noviembre de 2011, 16:20 (UTC-5) | Ecuador                  | 2:0 (0:0) | Perú | Estadio Olímpico Atahualpa, Quito                           |                                                             |
|                                        | Méndez 68' · Benítez 87' | Reporte   |      | Asistencia: 35 481 espectadores Árbitro(s): Jorge Larrionda | Asistencia: 35 481 espectadores Árbitro(s): Jorge Larrionda |

| 3 de junio de 2012, 17:00 (UTC-5) | Perú | 0:1 (0:0) | Colombia         | Estadio Nacional, Lima                                    |                                                           |
|                                   |      | Reporte   | J. Rodríguez 51' | Asistencia: 45 724 espectadores Árbitro(s): Néstor Pitana | Asistencia: 45 724 espectadores Árbitro(s): Néstor Pitana |

| 10 de junio de 2012, 15:30 (UTC-3) | Uruguay                                                       | 4:2 (2:1) | Perú                            | Estadio Centenario, Montevideo                             |                                                            |
|                                    | Suárez 15' · M. Pereira 29' · C. Rodríguez 62' · Eguren 90+4' | Reporte   | Godín 40' (a.g.) · Guerrero 47' | Asistencia: 65 000 espectadores Árbitro(s): Leandro Vuaden | Asistencia: 65 000 espectadores Árbitro(s): Leandro Vuaden |

| 7 de septiembre de 2012, 20:30 (UTC−5) | Perú           | 2:1 (0:1) | Venezuela  | Estadio Nacional, Lima                                     |                                                            |
|                                        | Farfán 47' 59' | Reporte   | Arango 42' | Asistencia: 40 703 espectadores Árbitro(s): Martín Vázquez | Asistencia: 40 703 espectadores Árbitro(s): Martín Vázquez |

| 11 de septiembre de 2012, 20:25 (UTC−5) | Perú         | 1:1 (1:1) | Argentina   | Estadio Nacional, Lima          |                                 |
|                                         | Zambrano 22' | Reporte   | Higuaín 38' | Asistencia: 47 111 espectadores | Asistencia: 47 111 espectadores |

| 12 de octubre de 2012, 16:00 (UTC−4) | Bolivia       | 1:1 (0:1) | Perú       | Estadio Hernando Siles, La Paz                          |                                                         |
|                                      | Chumacero 51' | Reporte   | Mariño 21' | Asistencia: 37 500 espectadores Árbitro(s): Carlos Vera | Asistencia: 37 500 espectadores Árbitro(s): Carlos Vera |

### Segunda vuelta
| 16 de octubre de 2012, 19:00 (UTC−3) | Paraguay    | 1:0 (0:0) | Perú | Estadio Defensores del Chaco, Asunción                   |                                                          |
|                                      | Aguilar 52' | Reporte   |      | Asistencia: 10.114 espectadores Árbitro(s): Pablo Lunati | Asistencia: 10.114 espectadores Árbitro(s): Pablo Lunati |

| 22 de marzo de 2013, 21:10 (UTC−5) | Perú       | 1:0 (0:0) | Chile | Estadio Nacional, Lima                                 |                                                        |
|                                    | Farfán 87' | Reporte   |       | Asistencia: 46.000 espectadores Árbitro(s): Diego Abal | Asistencia: 46.000 espectadores Árbitro(s): Diego Abal |

| 7 de junio de 2013 , 21:30 (UTC–5) | Perú        | 1:0 (1:0) | Ecuador | Estadio Nacional, Lima                                      |                                                             |
|                                    | Pizarro 11' | Reporte   |         | Asistencia: 48.599 espectadores Árbitro(s): Marcelo de Lima | Asistencia: 48.599 espectadores Árbitro(s): Marcelo de Lima |

| 11 de junio de 2013, 15:30 (UTC–5) | Colombia                          | 2:0 (2:0) | Perú | Estadio Roberto Meléndez, Barranquilla                   |                                                          |
|                                    | Falcao 12' (pen.) · Gutiérrez 45' | Reporte   |      | Asistencia: 44.265 espectadores Árbitro(s): Sandro Ricci | Asistencia: 44.265 espectadores Árbitro(s): Sandro Ricci |

| 6 de septiembre de 2013, 21:30 (UTC–5) | Perú       | 1:2 (0:1) | Uruguay               | Estadio Nacional, Lima                                       |                                                              |
|                                        | Farfán 84' | Reporte   | Suárez 42' (pen.) 68' | Asistencia: 49.222 espectadores Árbitro(s): Patricio Loustau | Asistencia: 49.222 espectadores Árbitro(s): Patricio Loustau |

| 10 de septiembre de 2013, 19:25 (UTC–4:30) | Venezuela                                    | 3:2 (1:1) | Perú                       | Estadio José Antonio Anzoátegui, Puerto La Cruz           |                                                           |
|                                            | Rondón 36' · González 62' (pen.) · Otero 77' | Reporte   | Hurtado 20' · Zambrano 89' | Asistencia: 20.049 espectadores Árbitro(s): Néstor Pitana | Asistencia: 20.049 espectadores Árbitro(s): Néstor Pitana |

| 11 de octubre de 2013, 20:00 (UTC–3) | Argentina                     | 3:1 (2:1) | Perú        | Estadio Monumental, Buenos Aires                        |                                                         |
|                                      | Lavezzi 23' 35' · Palacio 47' | Reporte   | Pizarro 21' | Asistencia: 28.977 espectadores Árbitro(s): Carlos Vera | Asistencia: 28.977 espectadores Árbitro(s): Carlos Vera |

| 15 de octubre de 2013, 21:15 (UTC–5) | Perú      | 1:1 (1:1) | Bolivia        | Estadio Nacional, Lima                                   |                                                          |
|                                      | Yotún 18' | Reporte   | Bejarano 45+1' | Asistencia: 110 espectadores Árbitro(s): Enrique Cáceres | Asistencia: 110 espectadores Árbitro(s): Enrique Cáceres |

## Jugadores
Listado de jugadores que participaron en las eliminatorias para la Copa Mundial 2014:
| Nombre                | Posición      | Club                    |
| --------------------- | ------------- | ----------------------- |
| Raúl Fernández        | Portero       | OFC Niza                |
| Diego Penny           | Portero       | Sporting Cristal        |
| Leao Butrón           | Portero       | F. B. C. Melgar         |
| José Carvallo         | Portero       | Universitario           |
| Erick Delgado         | Portero       | Juan Aurich             |
| Salomón Libman        | Portero       | César Vallejo           |
| Joel Pinto            | Portero       | Sport Huancayo          |
| Santiago Acasiete     | Defensa       | U. D. Almería           |
| Koichi Aparicio       | Defensa       | Alianza Lima            |
| Giancarlo Carmona     | Defensa       | San Lorenzo             |
| Jesús Álvarez Hurtado | Defensa       | Sporting Cristal        |
| Diego Chávez          | Defensa       | Universitario           |
| Orlando Contreras     | Defensa       | César Vallejo           |
| Aldo Corzo            | Defensa       | San Martín de Porres    |
| Néstor Duarte         | Defensa       | Universitario           |
| Gianfranco Espinoza   | Defensa       | León de Huánuco         |
| Rafael Farfán         | Defensa       | Sport Huancayo          |
| John Galliquio        | Defensa       | Universitario           |
| Gianmarco Gambetta    | Defensa       | San Martín de Porres    |
| Cristian García       | Defensa       | Cienciano               |
| Jhoel Herrera         | Defensa       | Real Atlético Garcilaso |
| Christian Ramos       | Defensa       | Juan Aurich             |
| Renzo Revoredo        | Defensa       | Sporting Cristal        |
| Alberto Rodríguez     | Defensa       | Sporting de Lisboa      |
| Juan Manuel Vargas    | Defensa       | Fiorentina              |
| Walter Vílchez        | Defensa       | C. D. Chivas USA        |
| Carlos Zambrano       | Defensa       | Eintracht Fráncfort     |
| Paulo Albarracín      | Mediocampista | Alianza Lima            |
| Álvaro Ampuero        | Mediocampista | Parma FC                |
| Adán Balbín           | Mediocampista | San Martín de Porres    |
| Josepmir Ballón       | Mediocampista | River Plate             |
| Cristian Benavente    | Mediocampista | Real Madrid Castilla    |
| André Carrillo        | Mediocampista | Benfica                 |
| Jair Céspedes         | Mediocampista | Juan Aurich             |
| Alfredo Rojas Pajuelo | Mediocampista | Juan Aurich             |
| William Chiroque      | Mediocampista | Sporting Cristal        |
| Carlos Zegarra        | Mediocampista | León de Huánuco         |
| Juan Cominges         | Mediocampista | Guarani F.C.            |
| Rinaldo Cruzado       | Mediocampista | Newell's Old Boys       |
| Christian Cueva       | Mediocampista | Rayo Vallecano          |
| Alexi Gómez           | Mediocampista | Universitario           |
| Antonio Gonzales      | Mediocampista | Universitario           |
| Michael Guevara       | Mediocampista | Once Caldas             |
| Roberto Guizasola     | Mediocampista | Juan Aurich             |
| Carlos Lobatón        | Mediocampista | Sporting Cristal        |
| Juan Carlos Mariño    | Mediocampista | Querétaro               |
| Ronald Quinteros      | Mediocampista | César Vallejo           |
| Luis Ramírez          | Mediocampista | Ponte Preta             |
| Edwin Retamoso        | Mediocampista | Real Atlético Garcilaso |
| Yordy Reyna           | Mediocampista | RB Leipizig             |
| Joel Sánchez          | Mediocampista | San Martín de Porres    |
| Luis Trujillo         | Mediocampista | Alianza Lima            |
| Edson Uribe           | Mediocampista | Alianza Lima            |
| Yoshimar Yotún        | Mediocampista | Vasco da Gama           |
| Edison Flores         | Mediocampista | Villarreal "B"          |
| Claudio Pizarro       | Delantero     | Bayern Múnich           |
| Paolo Guerrero        | Delantero     | SC Corinthians          |
| Jefferson Farfán      | Delantero     | Schalke 04              |
| Luis Advíncula        | Delantero     | TSG 1899 Hoffenheim     |
| Wilmer Aguirre        | Delantero     | San Luis                |
| Irven Ávila           | Delantero     | Sporting Cristal        |
| José Carlos Fernández | Delantero     | Argentinos Juniors      |
| Paolo Hurtado         | Delantero     | FC Paços de Ferreira    |
| Andy Polo             | Delantero     | Inter de Milán          |
| Raúl Ruidíaz          | Delantero     | Universitario           |
| Aurelio Saco Vértiz   | Delantero     | Universitario           |
| Andy Pando            | Delantero     | U. D. Las Palmas        |
| Hernán Rengifo        | Delantero     | Sivasspor               |

## Estadísticas

### Goleadores
| Jugador            | Goles anotados | PJ | Minutos jugados |
| ------------------ | -------------- | -- | --------------- |
| Jefferson Farfán   | 5              | 11 | 836             |
| Paolo Guerrero     | 3              | 12 | 867             |
| Claudio Pizarro    | 3              | 12 | 1012            |
| Carlos Zambrano    | 2              | 6  | 520             |
| Juan Carlos Mariño | 1              | 2  | 125             |
| Paolo Hurtado      | 1              | 5  | 309             |
| Yoshimar Yotún     | 1              | 12 | 921             |

### Tarjetas
| Jugador               | Amarilla | Doble amarilla | Roja |
| --------------------- | -------- | -------------- | ---- |
| Carlos Lobatón        | 5        | -              | -    |
| Luis Advíncula        | 4        | -              | -    |
| Luis Ramírez          | 4        | -              | -    |
| Carlos Zambrano       | 2        | 1              | -    |
| Christian Ramos       | 3        | -              | -    |
| Paolo Guerrero        | 3        | -              | -    |
| Yoshimar Yotún        | 1        | -              | 1    |
| Jefferson Farfán      | 2        | -              | -    |
| Rinaldo Cruzado       | 2        | -              | -    |
| Juan Manuel Vargas    | 2        | -              | -    |
| Raúl Fernández        | 2        | -              | -    |
| Claudio Pizarro       | 2        | -              | -    |
| Joel Sánchez          | 1        | -              | -    |
| Koichi Aparicio       | 1        | -              | -    |
| Rafael Farfán         | 1        | -              | -    |
| Juan Carlos Mariño    | 1        | -              | -    |
| John Galliquio        | 1        | -              | -    |
| Jesús Álvarez Hurtado | 1        | -              | -    |
| Paolo Hurtado         | 1        | -              | -    |
| Renzo Revoredo        | 1        | -              | -    |
| Jhoel Herrera         | 1        | -              | -    |
| Santiago Acasiete     | 1        | -              | -    |
| Total                 | 42       | 1              | 1    |